# SAMP/T
SAMP/T (фр. Sol-air moyenne portée/terrestre) — наземний зенітний ракетний комплекс, що застосовує ракети сімейства Aster. Комплекс розроблено європейським консорціумом Eurosam, утвореним MBDA Italy, MBDA France і Thales.
SAMP/T призначений для протиповітряного захисту механізованих підрозділів, а також протиповітряного прикриття важливих стаціонарних об'єктів від масованого нападу широкого класу повітряних цілей, що включають літаки, крилаті та балістичні ракети.

## Технічні характеристики
SAMP/T може знищувати ворожі літаки на дальності від 3 км до 100 км та балістичні ракети на дальності від 3 км до 25 км, висота ураження — до 25 км. Усі 8 ракет Aster 30, які містяться на одній пусковій установці, можуть бути відстріляні в одному залпі за 10 секунд.
На озброєнні батареї перебуває FSAF SAMP/T у складі:
- підсистема управління вогнем (поставляється Thales Air Systems), до якої входять: радіолокаційний модуль виявлення та відстежування цілей (він складається, зокрема, з радара X-діапазону Arabel і «системи ідентифікації свій-чужий»), модуль взаємодії (включає комп'ютери Mara та консолі оператора Magies), модуль перезаряджання пускових установок ракетами, модуль генерації електроенергії, модуль технічного обслуговування та ремонту;
- підсистема наземного запуску (поставляються MBDA Italy), до складу якої входять від однієї до шести пускових установок, кожна з яких містить 8 ракет (отже, на пускових установках можуть перебувати від 8 до 48 ракет);
- ракети Aster 30 Block 1 (поставляються MBDA France).
- самохідні пускові установки вертикального старту на автомобільному шасі Astra/Iveco або Renault TRM 10000 (колісна формула 8х8) із пусковими модулями на 8 боєготових ракет у транспортно-пускових контейнерах.

Зенітна ракета Aster-30 має стартову масу в 510 кг, зокрема масу бойової частини в 20 кг, та максимальну швидкість польоту до 1400 м/с. Aster 30 також застосовується у військово-морській системі PAAMS.
Модернізована ракета ASTER B1 New Technology (ASTER B1NT) масою близько 450 кілограмів може вразити ціль на дистанції близько 150 кілометрів і на значній висоті.

## Історія

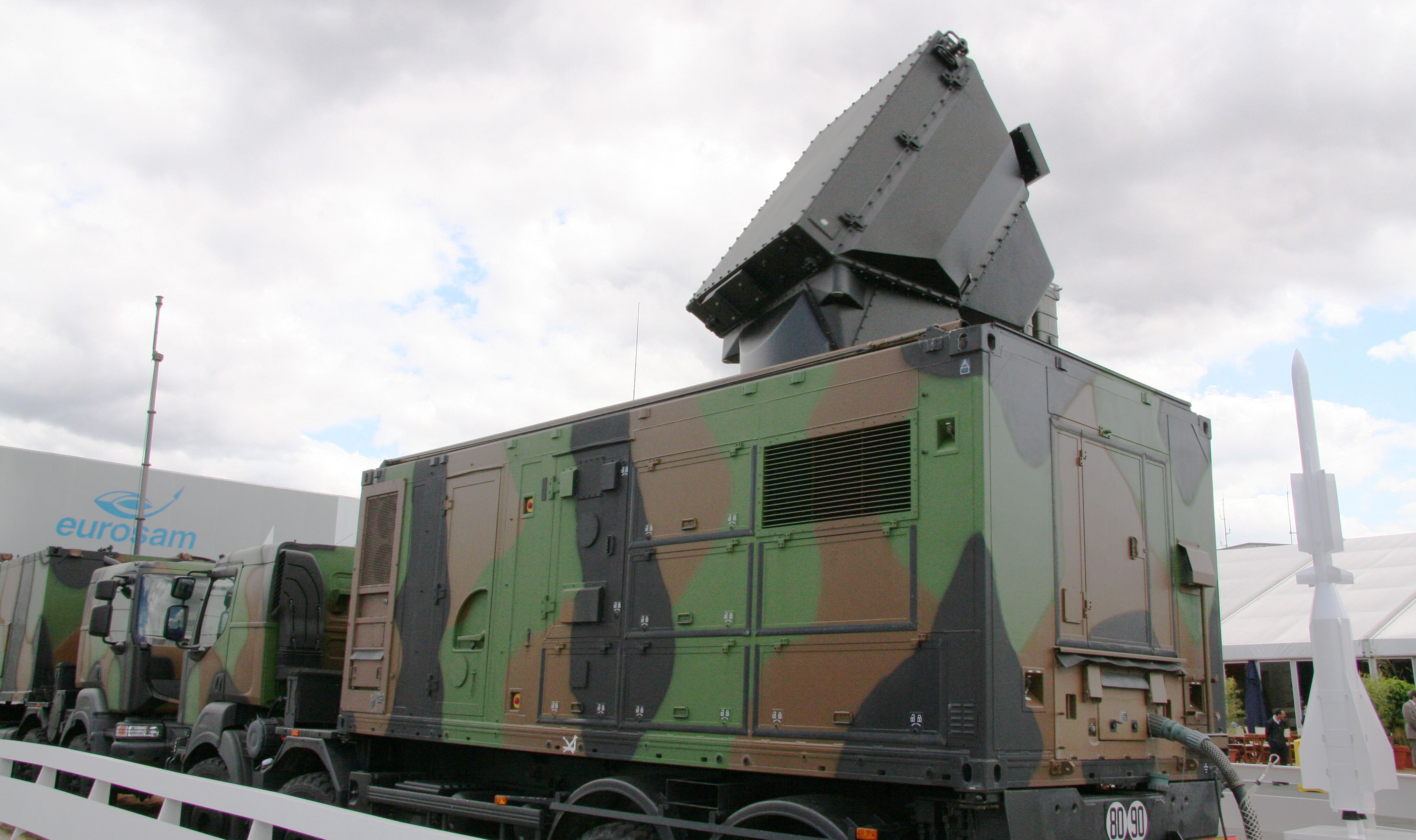
Модуль радара Arabel SAMP/T

Проєкт FSAF SAMP/T розпочався 5 грудня 1989 року, коли було підписано угоду про початок «Фази 1», яка завершилася в 2003 році, і була спрямована на задоволення вимог НАТО «Оборона наземного району». «Фаза 2» почалася в тому ж році й завершилася в 2006 році. Завершальна фаза відбулась в 2014 році.
У лютому 2023 року директор виконавчої адміністрації концерну OCCAR Матео Бісчеглія та директор Eurosam Єва Брукмаєр підписали угоду про початок виробництва системи SAMP/T NG. Згідно з планами Франція та Італія отримають перші комплекси до кінця 2025 року, а з 2026 року вона стане доступна для замовлення іншими країнами.
Оновлена система здатна ефективно вражати цілі на відстані не менше 150 км, протидіяти тактичним балістичним ракетам (класу від 600 км), та водночас відстежувати понад 1000 цілей. Система використовуватиме зенітні керовані ракети Aster 30 Block 1 NT.

## Оператори

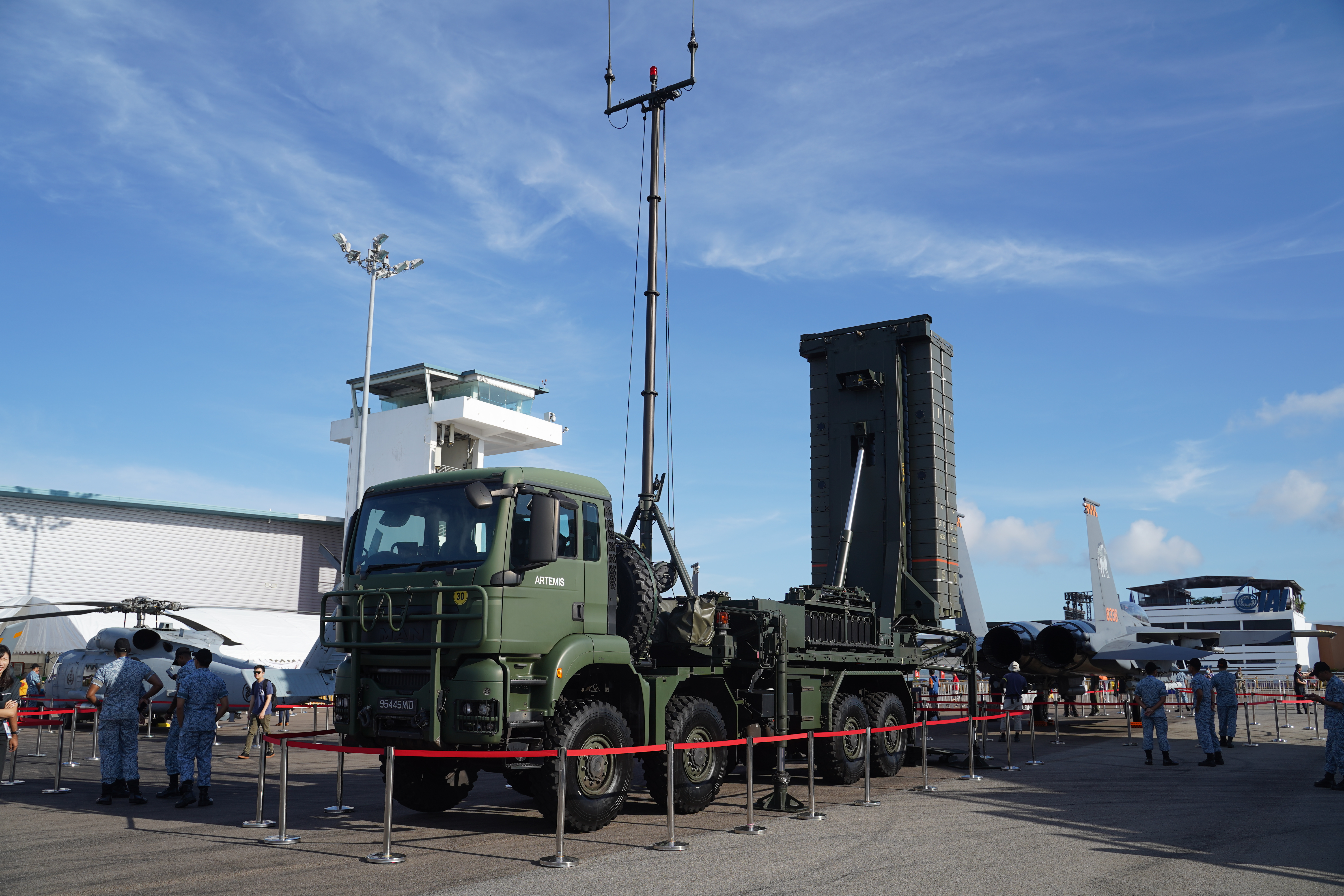
Пускова установка SAMP/T ВПС Республіки Сінгапур

- Франція: 7 систем[2], 32 пускові установки[джерело?]
- Італія: 3 системи[2], 6 пускові установки[джерело?]
- Сінгапур: 12 пускових установок[джерело?]
- Україна: 1 комплекс[8]

### Італія
У березні 2023 року в рамках підсилення східного флангу НАТО Італійські SAMP/T були розгорнуті в Словаччині. Перед тим Словаччина передала свої зенітні ракетні комплекси С-300 та винищувачі МіГ-29AS Україні.

### Україна
Під час візиту міністра оборони Франції Себастьяна Лекорню до Італії 27 січня 2023 року, де зустрічався зі своїм італійським колегою Гвідо Крозетто було погоджено спільну закупівлю 700 ракет Aster-30 на суму близько 2 млрд євро. Також міністри обговорили деталі раніше погодженої передачі комплексу SAMP/T Україні.
Нарешті, 3 лютого 2023 року останні деталі передачі комплекса Україні були погоджені у телефонній розмові між міністрами оборони Італії та Франції. Передача Україні запланована на весну 2023 року.
Міністерство оборони Франції підкреслює, що ефективність ЗРК SAMP/T буде підсилена РЛС Thales GM200, яку Україна напередодні придбала за кошти Франції.
5 лютого 2023 року командувач Повітряних сил ЗСУ повідомив, що «необхідна кількість» підрозділів зенітних ракетних військ відправлена на навчання з системами ППО/ПРО SAMP/T-Mamba.
15 травня 2023 року, Франція та Італія, надали Україні перший зенітно-ракетний комплекс ЗРК SAMP/T. У червні 2023 президент Франції Емманюель Макрон повідомив, що система вже розгорнута в Україні.